# Майк Сміт (футбольний тренер)
Майк Сміт (англ. Mike Smith, 1 січня 1938, Гендон — 22 липня 2021) — англійський футбольний тренер, відомий роботою зі збірними командами Уельсу і Єгипту, яку приводив до перемоги на Кубку африканських націй 1986 року.

## Біографія
Народився у родині професійного футболіста і з дитинства займався футболом, проте лише на аматорському рівні. Отримав педагогічну освіту і працював учителем. Паралельно тренував шкільні футбольні команди, а згодом отримав призначення тренером однієї зі збірних англійських шкіл. Пізніше прийняв пропозицію стати директором з тренувальної роботи у Футбольній асоціації Уельсу, де опікувався підготокою аматорських і юнацьких збірних. 
1974 року був призначений головним тренером національної збірної Уельсу, ставши першим спеціалістом, народженим в Англії, на цій посаді. Під його керівництвом валлійці змагалися у відборі на Євро-1976, де вони впевнено виграли свою відбіркову групу, проте у матчах плей-оф за потрапляння до фіналу континентальної першості поступилися збірній Югославії. Згодом очолювана Смітом команда невдало виступила у відборі на чемпіонат світу 1978 року, посівши останнє місце у групі, в якій їй протистояли збірні Шотландії і Чехословаччини. 1979 року був замінений у штабі валлійської збірної Майком Інглендом.
У грудні того ж 1979 року став головним тренером команди «Галл Сіті», тренував клуб з Галла до березня 1982 року.
1985 року прийняв пропозицію очолити національну збірну Єгипту, яка саме готувалася до домашнього Кубка африканських націй 1986 року. На тій континентальній першості єгипетська команда розпочала виступи з поразки від сенегальців на груповому етапі, проте згодом виграла решту своїх матчів, включаючи фінальну гру проти Камеруну у серії післяматчевих пенальті. Таким чином Сміт став першим британським тренером-переможцем африканської футбольної першості. Продовжив роботу в Єгипті до 1988 року, в якому на наступному Кубку африканських націй діючі континентальні чемпіони не змогли подолати груповий етап, після чого Сміта було звільнено.
Повернувшись з Єгипту на батьківщину, займався футбольною підготовкою юнаків, а у квітні 1994 року був знову призначений головним тренером збірної Уельсу, з якою цього разу пропрацював півтора року.

## Титули і досягнення

### Як тренера
- Володар Кубка африканських націй (1):

Єгипет: 1986